# Języki araukańskie
Języki araukańskie – niewielka rodzina językowa, uważana czasami za pojedynczy język ze zróżnicowanymi dialektami. Do tej rodziny należą języki:
- język mapudungun;
- język huilliche.

Językami araukańskimi posługuje się ok. 200 tys. osób w Chile i ok. 40 tys. w Argentynie.